# Воля (шрифт)
Воля (Volja) — український шрифт Марчели Можини. Заснований на шрифті Ніла Хасевича, який було використано для матеріалів УПА.
«Воля» використовується як церемонійний шрифт ЗСУ, наприклад у дизайні подяк та почесних грамот.

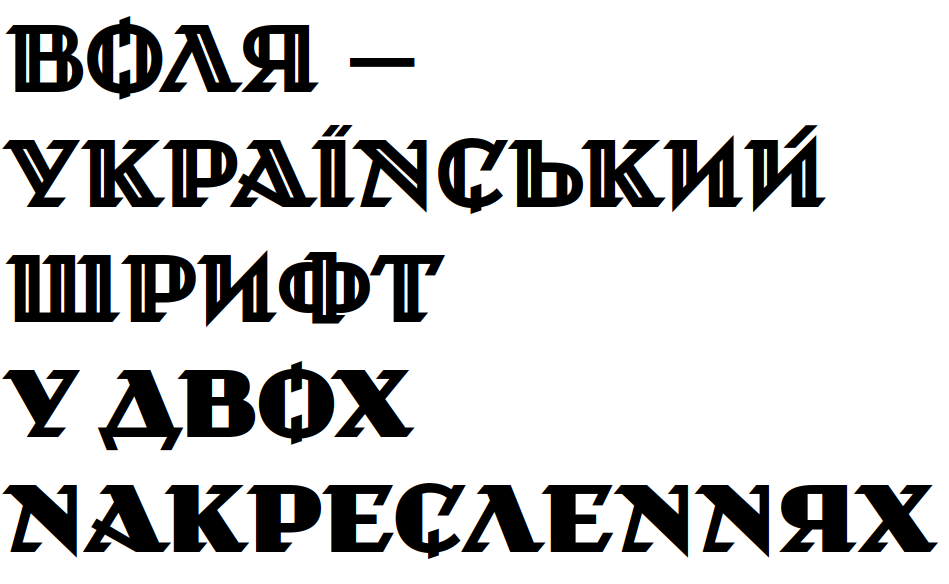
Демонстрація кирилиці шрифта Воля